# 田口芳雄
田口 芳雄（たぐち よしお、1951年 - ）は、日本の医学者。現職は、聖マリアンナ医科大学横浜市西部病院病院長（脳神経外科教授）。

## 略歴
1969年、神奈川県立厚木高等学校を卒業（高校第21回）後、1975年に東京慈恵会医科大学医学部を卒業。1979年に同大学院医学研究科博士課程修了（医学博士）。1982年には米カリフォルニア大学へ留学。1995年、聖マリアンナ医科大学脳神経外科助教授、2004年、同教授に就任。2006年から同大学横浜市西部病院病院長。

## 著書
- 田口芳雄（監修）『脳・神経 ビジュアルナーシング: 見てできる臨床ケア図鑑』（学研メディカル秀潤社、2014年）[4]。
- 田口芳雄（監修）『脳卒中リハビリガイド 第2版: 生活の質を高める105のコツ』（学研メディカル秀潤社、2014年）[5]。
- 田口芳雄・北原和子（編）『脳卒中ケアブック―治療からリハビリまで（学研メディカル秀潤社、2012年）[6]。
- 田口芳雄（著）『脳卒中リハビリガイド―生活の質を高める100のコツ』（学研プラス、2008年）[7]。
- 田口芳雄・上谷いつ子（編）『最新脳卒中患者ケアガイド』（学研プラス、2007年）[8]。
- 松谷雅生・田口芳雄他（訳）『ビジュアル機能解剖〈3〉頭頚部』（文光堂、1996年）[9]。

## 所属学会
- 日本脳神経外科学会[10]専門医・指導医[11]。
- 日本神経学会[10]。
- World Federation of Neurosurgical Societies [10]。